# Karl von Pidoll

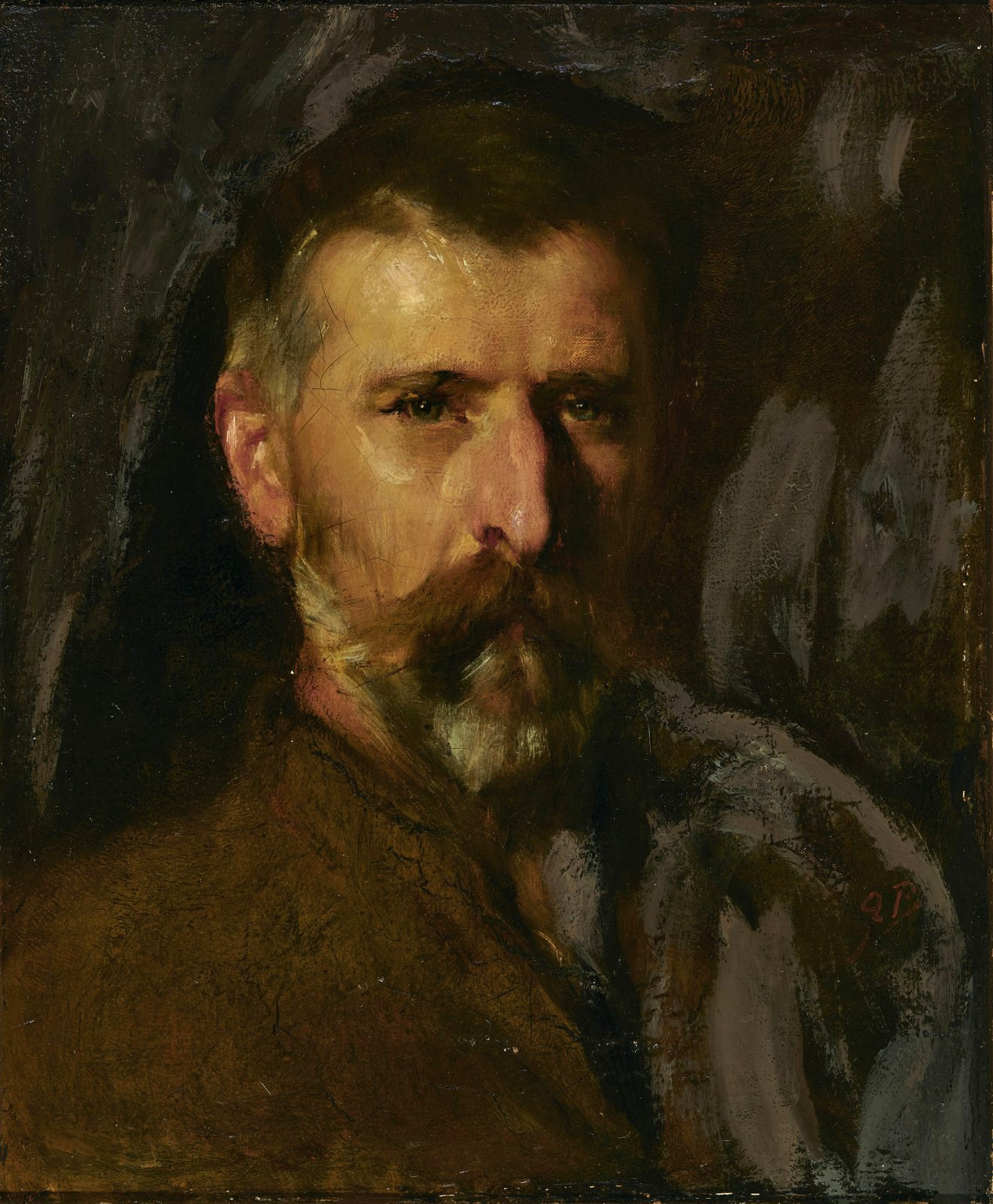
Portret van Pidoll door Auguste Boulard

Karl Michael Valentin von Pidoll zu Quintenbach (Wenen, 7 januari 1847 – Rome, 17 februari 1901) was een Oostenrijks kunstschilder. Hij wordt ook vermeld als Charles de Pidoll.

## Leven en werk
Karl Freiherr von Pidoll was een zoon van Franz Carl Freiherr von Pidoll (1820-1881) en Gabriele Helene von Mack (1826-1916). Aanvankelijk koos hij net als zijn vader en grootvader voor een militaire loopbaan, hij bracht het tot kapitein bij de generale staf. Begin jaren 1870 werd hem gevraagd om Italiaanse vestingwerken in tekeningen vast te leggen. Hij zwaaide in 1873 af en was achtereenvolgens in de leer bij de schilders August Eisenmenger (1873-1874) in Wenen, Wilhelm Füssli (1874) in Karlsruhe en Arnold Böcklin (1874-1878) in Florence. In 1879 trouwde hij met de Luxemburgse jonkvrouwe Marguerite Fernande Marie von Scherff (1851–1941), dochter van jonkheer Paul von Scherff en Marie Suzanne Pescatore, die hij in Rome had leren kennen. Zij trokken naar Florence, waar hij van 1880 tot 1884 op het atelier van Hans von Marées werkte. Over zijn tijd bij Von Marées publiceerde Pidoll in 1890 Aus der Werkstatt eines Künstlers : Erinnerungen an den Maler Hans von Marées. Van 1885 tot 1891 woonde het gezin in Parijs, Pidoll kreeg er les van Auguste Boulard de Oude. In 1889 kreeg hij een eervolle vermelding op de Exposition Universelle in Parijs. Vanaf oktober 1891 woonde het paar in Frankfurt am Main, waar hij een atelier had aan het Städelsches Kunstinstitut. In deze tijd ging hij ook zelf les geven. Tot zijn leerlingen behoorden Wilhelm Altheim, Fritz Boehle en Ottilie Roederstein.
Pidolls leven speelde zich deels in Luxemburg af. Het echtpaar bezat een villa in Steinsel, waar ze geregeld terugkeerden en waar de meesten van hun kinderen werden geboren. Ze kregen zes kinderen, onder wie de schilder en graficus Paul de Pidoll (1882-1954) en musicus-componist Carl von Pidoll (1888–1965). Karl von Pidoll behoorde tot de eerste leden van de Cercle Artistique de Luxembourg (CAL), hij nam van 1894 tot 1900 met zijn schilderijen deel aan de salons van de kunstenaarsvereniging. Hij was juryvoorzitter bij de eerste Salon du CAL in september 1894.
Karl von Pidoll leed aan zware hoofdpijnen, op zoek naar een remedie besloot hij in in 1900 met zijn vrouw naar het warmere Rome te gaan. Hij pleegde er in februari 1901 zelfmoord, op 54-jarige leeftijd, en werd begraven op de Cimitero Teutonico. 

## Enkele werken

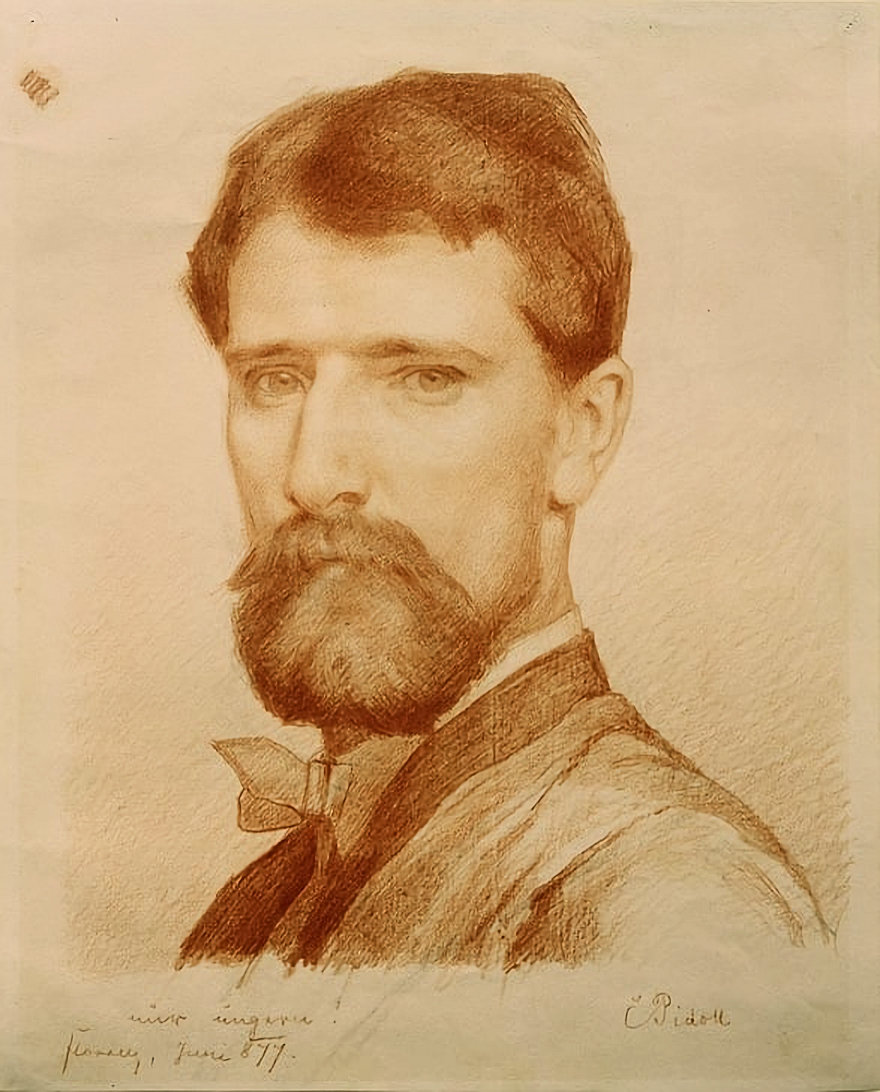
Zelfportret (1877)
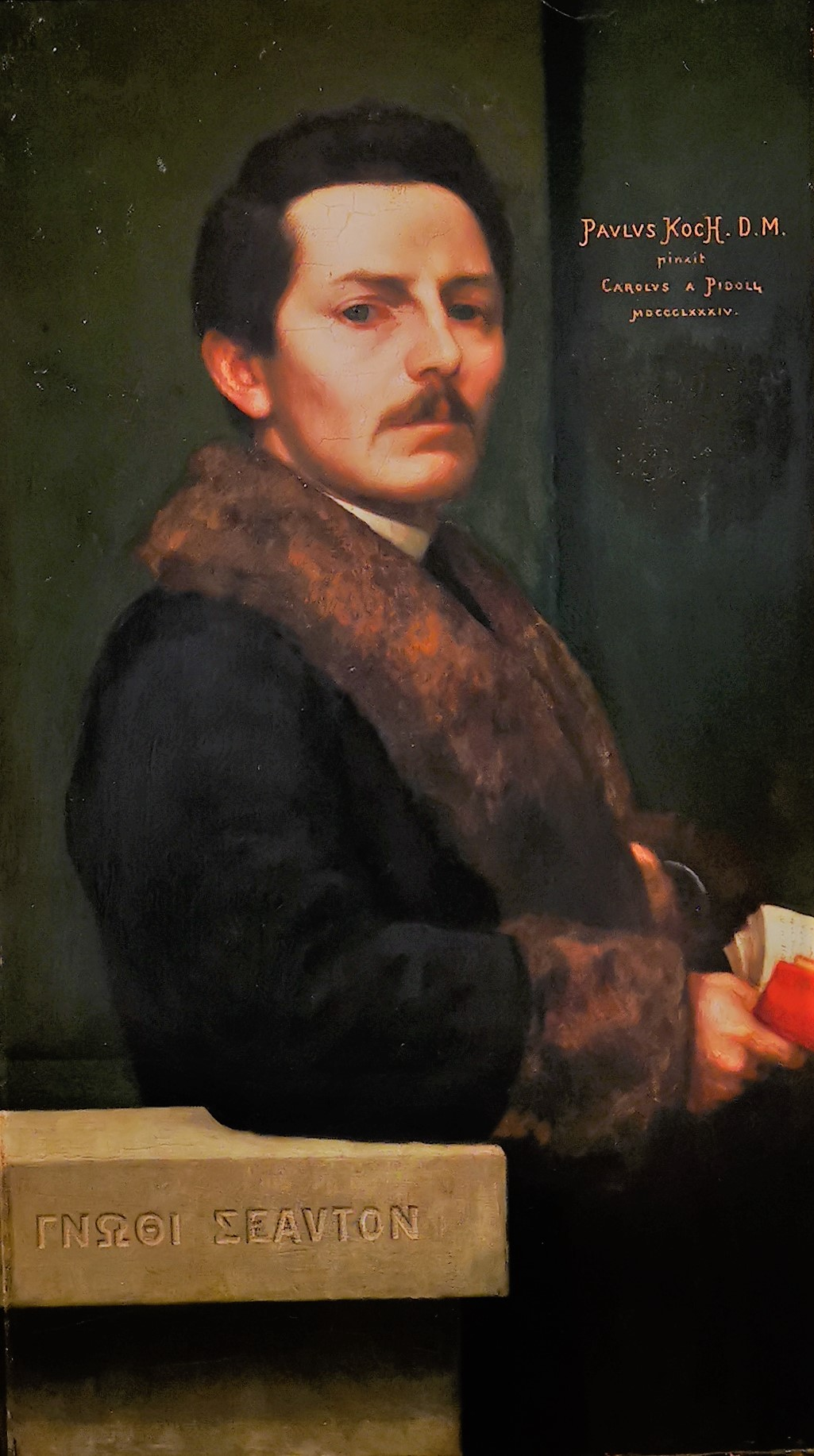
Portret van dr. Paul Koch (1884), collectie Villa Vauban
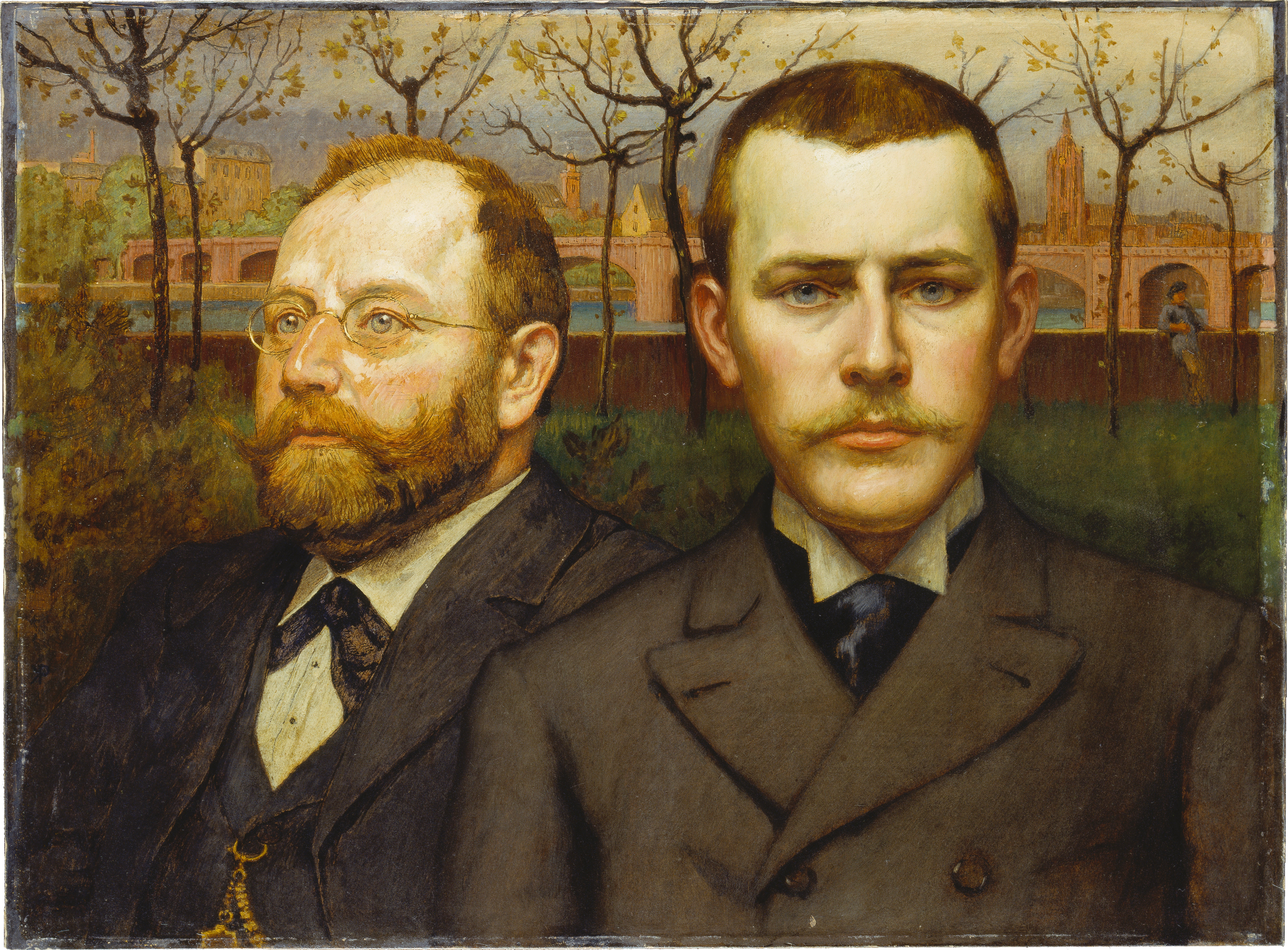
Dubbelportret van Heinrich Pallmann en Heinrich Weizsäcker (1893-1894)
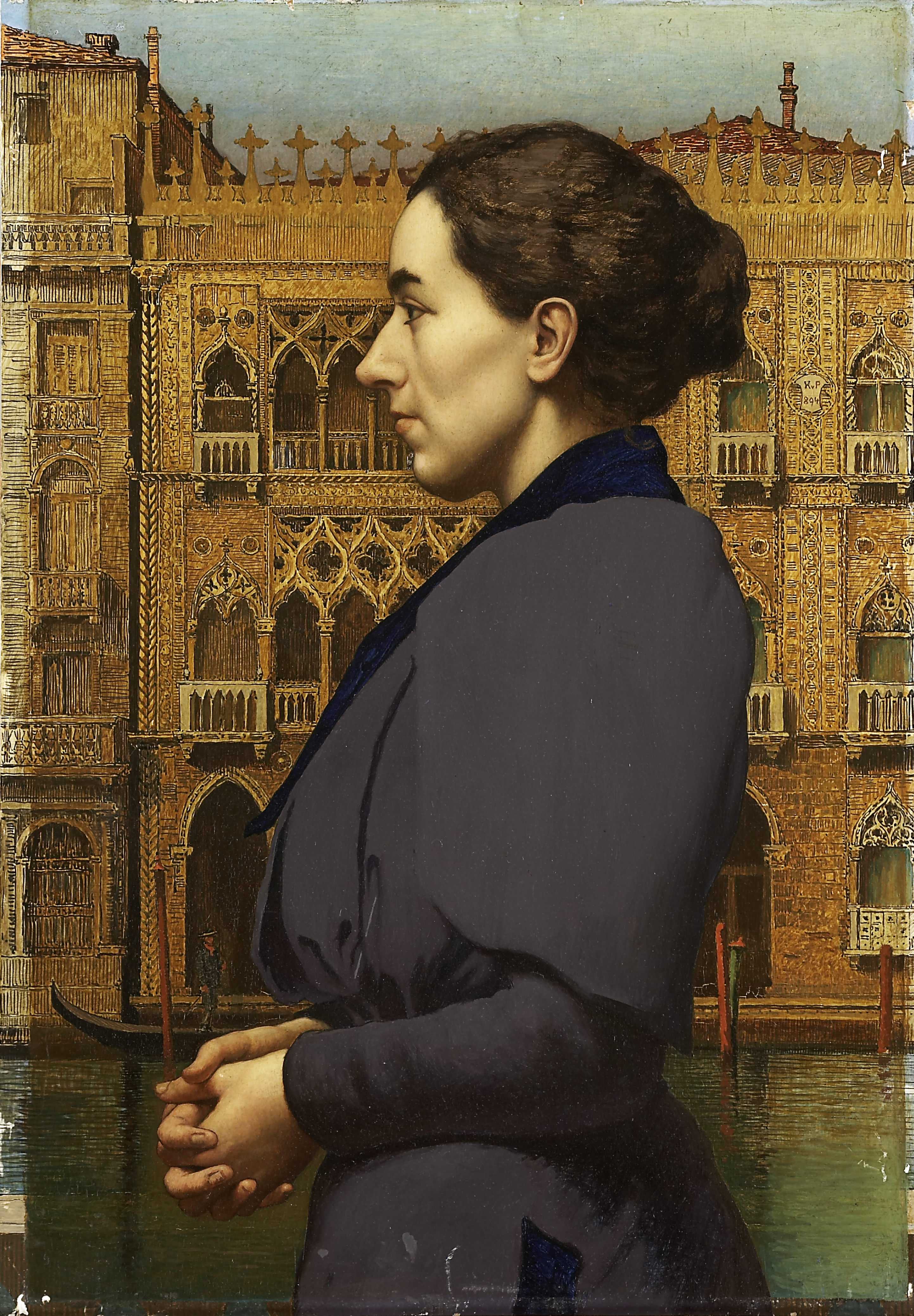
Portret van Anna Cossmann voor het Ca d'Oro in Venetië (1894)
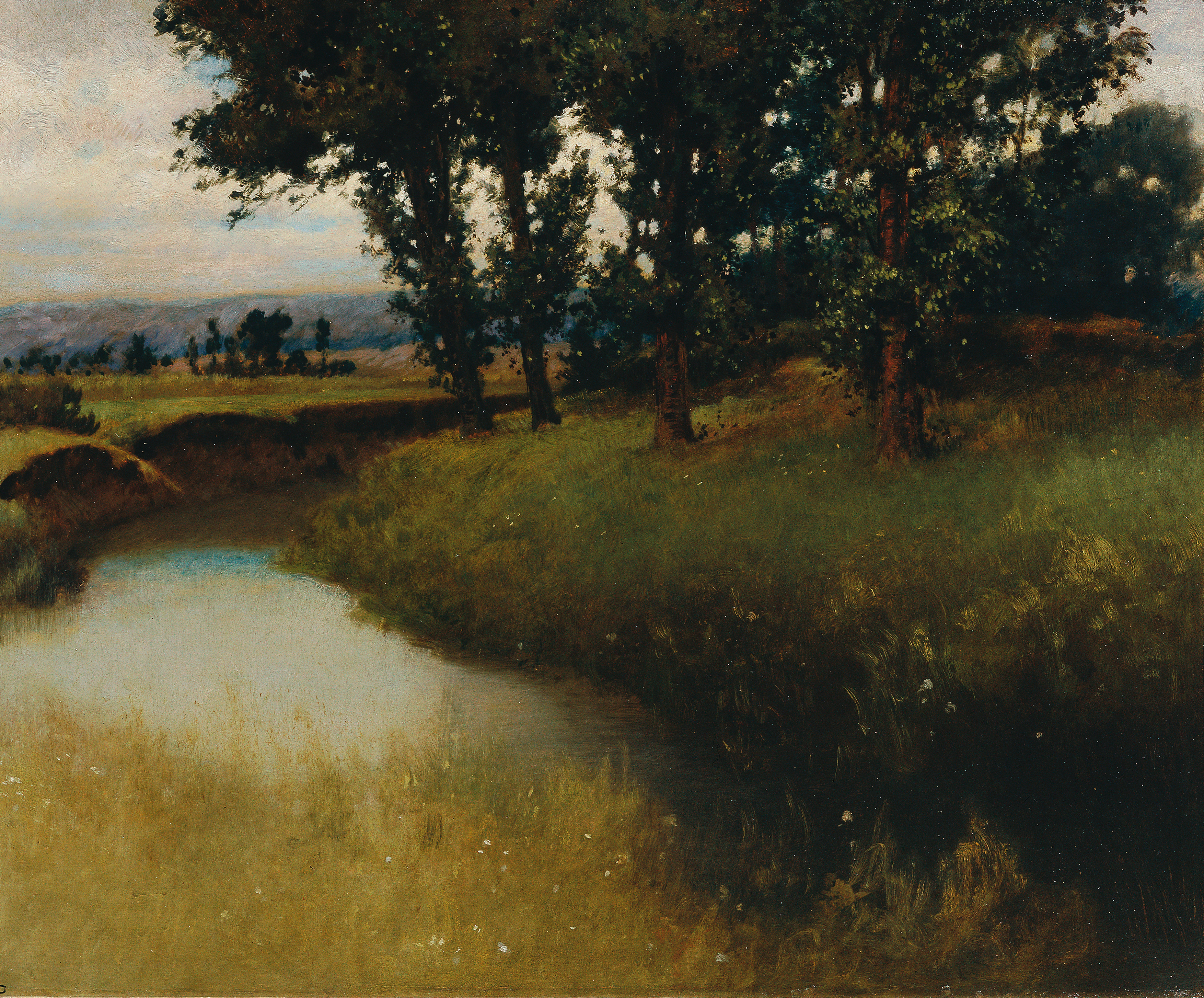
Abendlandschaft, collectie Belvedere

## Werk in openbare collecties
- Belvedere, Wenen
- Musée national d'archéologie, d'histoire et d'art, Luxemburg-Stad
- Neue Pinakothek, München
- Städel Museum, Frankfurt am Main
- Villa Vauban, Luxemburg-Stad